# Terente, regele bălților
Terente, regele bălților este un film românesc din 1995 regizat de Andrei Blaier după un scenariu scris de Fănuș Neagu și Lucian Chișu. Rolurile principale sunt interpretate de actorii Gavril Pătru și Gheorghe Dinică.

## Rezumat
Terente, regele bălților prezintă povestea celebrului bandit Ștefan Vasali din zona Brăilei, cunoscut și ca Terente sau „Regele bălților”.

## Distribuție
- Gavril Pătru — Ștefan Terente, un soldat din Marina Regală care dezertează, se refugiază în bălțile Brăilei și organizează acolo o bandă de răufăcători
- Gheorghe Dinică — Bucur Ionescu Bazil (Basil Clony), un ziarist și dramaturg cunoscut din Brăila care construiește povestea banditului Terente
- Lucian Iancu — Marcel Herșcovici, un bancher milionar evreu din Brăila
- Constantin Codrescu — amiral al Marinei Regale Române, comandantul Diviziei de Dunăre
- Mircea Rusu — Nicola, comisar în Poliția Portuară Brăila
- George Ivașcu — banditul bolșevic Max Volkovici, autorul Atentatului din Senatul României din 1920, membru al bandei lui Terente
- Valentin Popescu — lt. Laurențiu Apostol, ofițer de marină cu înclinații pederaste și masochiste
- Liliana Bâclea — Caliopi, văduva negustorului grec Nikos Violatos, amanta lui Bazil
- Ilarion Ciobanu — nea Parfenie, lipovean bătrân, membru al bandei lui Terente
- Papil Panduru — boțmanul pasionat de barbut
- Dumitru Chesa — preotul afemeiat, membru al bandei lui Terente
- Ovidiu Moldovan — marinar bărbos, membru al bandei lui Terente
- Tania Popa — Avdochia, ospătărița rusoaică de la cafeneaua La Papagalul Bingo, iubita lui Terente
- Boris Ciornei — Vasili Terente, cârciumar lipovean din Carcaliu, tatăl banditului
- George Motoi — Silviu Cernescu, un avocat reputat din Brăila, prietenul lui Marcel Herșcovici, tatăl Sylviei
- Cornel Revent — prefectul liberal al județului Brăila
- Coca Bloos — tanti Elvira, patroana bordelului
- Boris Petroff — căpitan, comandantul închisorii militare de la Capul Midia
- Ruxandra Sireteanu — doamna Herșcovici, soția bancherului
- Eugenia Balaure — mama banditului Terente
- Rona Hartner — Hetty Herșcovici, fiica bancherului, o fată răpită și sechestrată de Terente
- Mirela Ilie — Sylvia Cernescu, fiica avocatului, o fată răpită și sechestrată de Terente
- Silviu Biriș — Radu Herșcovici, fratele lui Hetty, iubitul Sylviei
- Radu Justinian — Mișu, prietenul lui Radu Herșcovici
- Virgil Popovici — negustorul grec
- Nicolae Praida — perceptorul rural jefuit și ucis de Terente
- Teodor Danetti — negustor evreu jefuit de Terente
- Mircea Stroe
- Victorița Dobre Timonu
- Iulia Gavril
- Luminița Erga — prostituata cuplată cu preotul
- Iuliana Ghiorghișor
- Marela Jugănaru
- Carmen Lăcătuș
- Ovidiu Cuncea
- Vlad Jipa — inspector de poliție
- Liliana Mocanu
- Mihai Răducu
- Ion Albu
- Adrian Drăgușin
- Radu Iordănescu
- Nicolae Stîngaciu
- Emil Șerban
- Georgiana Petre
- Laura Anghel
- Mirela Popescu
- Roxana Brăila
- Mirela Brăila
- Coca Zibilianu
- Ion Nicolae Santos
- Dragoș Stoica
- Dan Ruse
- Radu Cristian
- Florin Nan
- Doru Rancea
- Ilie Gabriel
- Daniel Tomescu
- Sebastian Lupu
- Gabriel Ilie
- Dan Căpățînă
- Ionel Pîrvu
- Toader Teodoru

## Primire
Filmul a fost vizionat de 47.472 de spectatori la cinematografele din România, după cum atestă o situație a numărului de spectatori înregistrat de filmele românești de la data premierei și până la data de 31 decembrie 2014 alcătuită de Centrul Național al Cinematografiei. Criticul Călin Stănculescu a remarcat „Lipsa de logică a montajului, bâlbâielile racordurilor între secvențe, repetiția gesturilor, dialogul vulgar, falsa dramă a personajelor secundare, interpreții superficial îndrumați anulează orice idee de artă cinematografică.”